# 基韋爾齊區

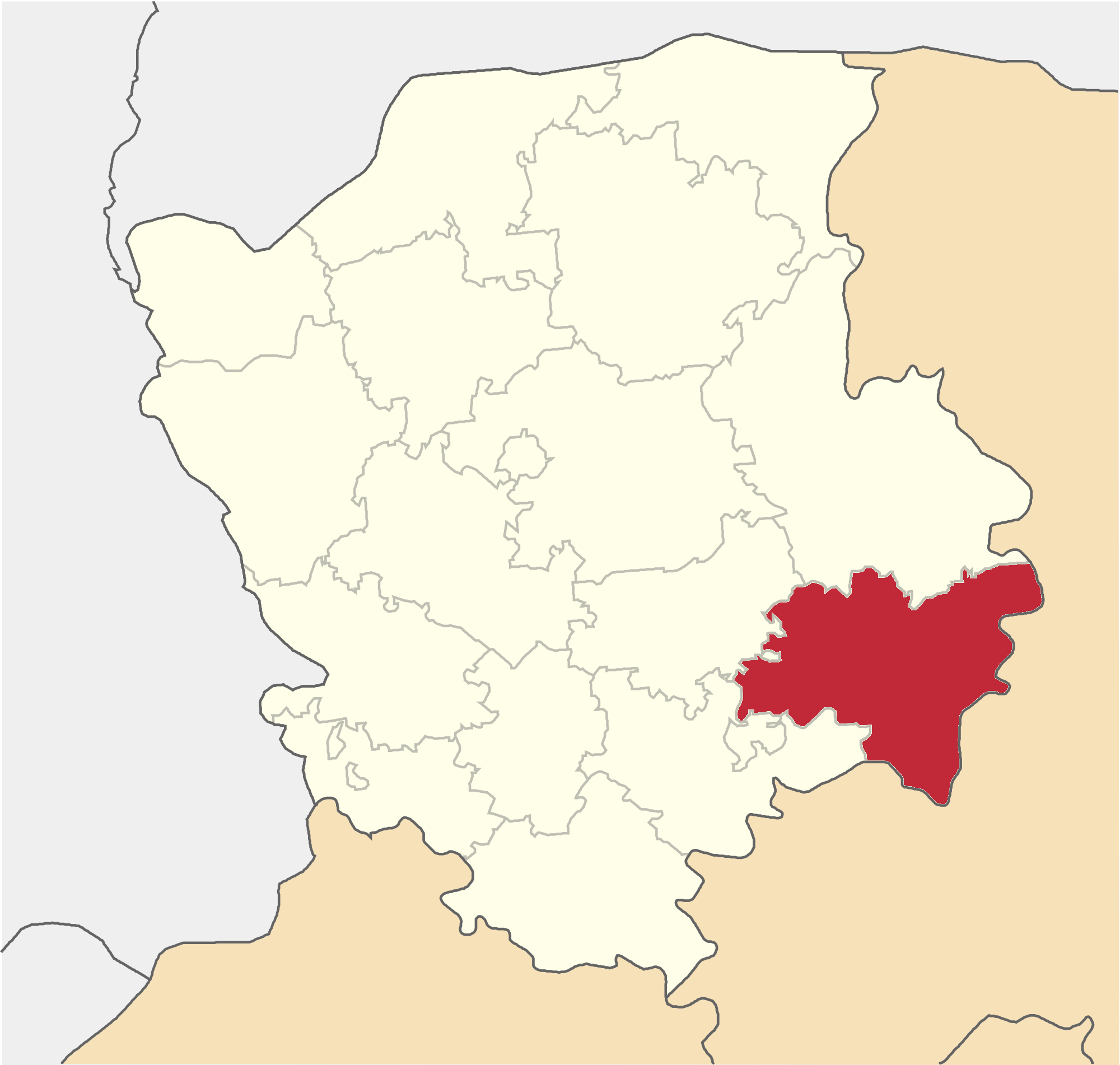
撤销前基韋爾齊區在沃倫州的位置

基韋爾齊區（烏克蘭語：Ківерцівський район），曾是烏克蘭的一個區，位於該國西部，由沃倫州負責管轄，首府設於基韋爾齊，面積1,414平方公里，2015年人口63,437，人口密度每平方公里45.3人。
该区在2020年7月18日的乌克兰行政区划改革中被撤销，改革后沃伦州下分为4个区，基韋爾齊區合并至盧茨克區。